# Euderus alaskensis
Euderus alaskensis är en stekelart som beskrevs av Yoshimoto 1971. Euderus alaskensis ingår i släktet Euderus och familjen finglanssteklar. Inga underarter finns listade i Catalogue of Life.